# Think About Mutation
Think About Mutation (kurz: [[tam]]) war eine Crossover-Band aus Leipzig, die von 1992 bis 2002 existierte. Die Band mixte 1992 als eine der ersten Rave- und Techno-Elemente mit Metal-Gitarren. Gruppen wie Rammstein wurden in ihrer frühen Entwicklung von Think About Mutation beeinflusst.
Think About Mutation veröffentlichte fünf Alben und sechs Singles.
Die Coverversion des Frankie-Goes-to-Hollywood-Klassikers Two Tribes vom Album Highlife wurde der (in-)offizielle Soundtrack des Strategiespiel Command & Conquer: Tiberian Sun.

## Geschichte
Gegründet wurde Think About Mutation im Mai 1992 im Zoro in Leipzig-Connewitz. Wenige Monate später gab es bereits das erste Konzert im Zoro, wo die Gruppe später auch probte. Unter der Regie von Mike Stolle, dem Schlagzeuger von Messer Banzani entstand bereits im Spätherbst 1992 im Studiobunker im Zoro das erste Demotape Housebastards, auf welchem R.J.K.K. Hänsch von den Freunden der italienischen Oper in drei Songs als Gastsänger zu hören ist. Das Tape verkaufte sich sehr gut und verschaffte der Band zahlreiche Konzertmöglichkeiten in Ostdeutschland. Der dort erworbene gute Ruf als starke Liveband verschaffte ihnen das Interesse einiger Plattenfirmen. Die Band entschied sich für einen Vertrag mit dem Berliner Label Modern Music, für dessen Sublabel Dynamica der Berliner Produzent Jor Mulder (u. a. And One, Oomph!) das Debütalbum Motorrazor aufnahm. Dabei kam es zu einem gravierenden Missverständnis: Mulder wollte Think About Mutation zu einer lärmigen Industrial-Band im Stil der damals sehr aktuellen Ministry formen, die Gruppe selbst wollte aber mit der Verschmelzung von Metalriffs und Rave-Elektronik etwas Neues erschaffen und eher wie eine Mischung aus The Prodigy und Slayer klingen. Motorrazor war als CD daher kein großer Erfolg, obwohl Think About Mutation damals in der Klubszene mit Konzerten Besucherrekorde brach.
1994 wurde das zweite Album Housebastards von Mike Stolle aufgenommen und gemischt. Es zeigt den Rave-Metal der Band erstmals im richtigen Licht, die Band spielte zahlreiche Konzerte in Ganz Europa, teilweise auch zusammen mit Helmet (Band), Depeche Mode, Oomph!, Die Krupps, Moby und Godflesh. Auf dem im Mai 1996 veröffentlichten Album Hellraver (Produzent: Rüdiger V. Schlüter) wurde der Sound weiter perfektioniert, erstmals sind auch Breakbeat- und Punkanleihen verarbeitet worden.
1998 engagierte der Filmregisseur Jan Peter die Band für seinen Film Over the Rainbow / Hinter dem Regenbogen, u. a. mit Bela B.
Die Firma Motor Music wurde auf Think About Mutation aufmerksam und bot der Band einen Vertrag an. Für das Major-Album Virus, das im Februar 1998 erschien, musste die Band jedoch ihr Image ändern: An die Stelle des bisherigen Untergrund-Charmes tritt ein gestyltes Äußeres, was der Band in den Augen vieler Fans nicht bekam. Auch ist die Musik auf Virus vergleichsweise Pop-orientiert und weniger hart – Think About Mutation hatte damit beim Mainstream-Publikum immer noch einen schweren Stand, bekommt diesen nun teilweise aber auch beim Stammpublikum. Neu war das erstmals als Abkürzung des Bandnamens eingeführte Kürzel ((tam)) mit der Doppelklammer.
Mitte 1998 ging die Band mit Billy Gould von Faith No More in Berlin ins Studio, um probeweise den Track Two Tribes zu produzieren. Gould produzierte danach in San Francisco das fünfte Album Highlife. Die Erwartungen von Motor waren nach diesem Aufwand enorm, der Erfolg dagegen vergleichsweise gering, obwohl die Single Two Tribes zahlreiche Fernseh-Einsätze erlebte. Die Band verlor ihren Plattenvertrag und begab sich in eine Pause, während der Sänger Ralf Donis beschloss, die Gruppe zu verlassen. Die restlichen Musiker wollten keinen Ersatz suchen und verabschiedeten sich im Frühjahr 2002 nach 10 Jahren mit der Deutschland-Tour Enough is Enough. Ihr letztes Konzert gaben sie im Conne Island in Leipzig. Eine geplante gleichnamige Best-Of-CD wurde nicht mehr veröffentlicht.

## Nach der Auflösung
Gitarrist Joey und Keyboarder Steffen Gräfe formierten sich 2006 zu dem neuen Projekt The Sonic Boom Foundation. Zwischenzeitlich spielten sie mit Schwarwel bei der Band Born Cool. Gitarrist Heavyette spielte derzeit in der Leipziger Metalcore-Band Myra. Bassist Rajko Gohlke gründete zunächst das Elektrosurftrash-Projekt Mikrowelle. 2004 holte ihn R.J.K.K. Hänsch aka Ray van Zeschau zunächst für einen einmaligen Auftritt der Freunde der italienischen Oper nach Dresden. Danach verpflichtete er deren Schlagzeuger Ralph Qno Kunze für Mikrowelle. 2007 holte ihn Ray van Zeschau in sein 50’s Psychometalprojekt The Distorted Elvises. 2009 stieg er als Gitarrist für Rummelsnuff und abermals als Bassist für die neuformierten Freunde der italienischen Oper ein. 2010 erhielt er dann das Angebot die vakante Stelle der wiedervereinigten Knorkator zu besetzen, welches er annahm. Im Mai 2015 wurde von Joey, Steffen, Rajko & Heavyette das Projekt TOTL XS CTRL gegründet. Im Dezember 2017 stieg Gitarrist Joey bei Freunde der italienischen Oper ein.

## Diskografie (Auswahl)
- 1992: Housebastards (Dynamica)
- 1993: Motorrazor (Dynamica)
- 1996: Hellraver (Dynamica)
- 1997: Virus (Motor Music)
- 1999: Highlife (Motor Music)